# MG FF
 (mai 2020).
Si vous disposez d'ouvrages ou d'articles de référence ou si vous connaissez des sites web de qualité traitant du thème abordé ici, merci de compléter l'article en donnant les références utiles à sa vérifiabilité et en les liant à la section « Notes et références ».

## Présentation
Le MG FF était un canon automatique de 20 mm pour avion alimenté par tambour et fonctionnant par emprunt des gaz ; il a été développé en 1936 par l'entreprise allemande Ikaria Werke à Berlin. 
Le MG FF était un dérivé du canon suisse Oerlikon FF F (son suffixe FF indiquant Flügel Fest, pour "montage fixe d'aile"), lui-même étant un développement du canon Becker 20 mm allemand de la première guerre mondiale.

## Développement
Le canon MG FF a été initialement conçu pour être utilisé dans des emplacements restreints, comme à l'intérieur des ailes d'avion, bien qu'il ait été utilisé par la suite en montage fixe ou mobile, comme arme offensive ou défensive. Il a été largement utilisé dans ces emplois par la Luftwaffe, en particulier au début de la Seconde Guerre mondiale, bien qu'à partir de 1941, il ait été progressivement remplacé par le Mauser MG 151/15 de 15 mm puis par le Mauser MG 151/20 de 20 mm. 
MG FF* signifie Maschinengewehr Flügel Fest, ce qui se traduit par "mitrailleuse d'aile fixe" : dans la Luftwaffe, les canons de calibre 20 mm ou inférieur étaient appelés mitrailleuses (maschinengewehr), par opposition aux armes de plus gros calibre, ou canons automatiques, désignés MK, pour maschinenkanone.
*La désignation FF indique l'intention de créer une arme suffisamment compacte et légère pour être montée dans les ailes des avions, en particulier des chasseurs.
Par rapport aux conceptions concurrentes, comme le HS.404 de la firme Hispano-Suiza - qui avait été développé à partir de l'Oerlikon FF S - le MG FF présentait certains inconvénients, comme une faible cadence de tir et une faible vitesse initiale, ainsi qu'un stockage limité de munitions dans ses tambours. Par ailleurs, bien que sensiblement plus léger et plus court que ce dernier, son installation dans les ailes des chasseurs Messerschmitt Bf 109 et Focke-Wulf Fw 190 n'était pas facile, car le tambour nécessitait un espace important. Par conséquent, l'emport de munitions fut initialement réduit à 60 obus par tambour. Un tambour d'une capacité nominale de 90 coups a été développé pour le Fw 190 A-5, et également adapté à certaines variantes antérieures. Des expériences d'alimentation par bande ont également été menées.
Le MG FF a été adapté pour tirer un nouvel obus à haute capacité et à forte charge, avec un projectile à parois plus fines permettant une charge explosive accrue. Le projectile était plus léger et avait une vitesse initiale plus élevée ; il générait moins de recul que les projectiles précédents et nécessitait une modification du mécanisme de recul. Avec cette modification, il pouvait tirer le nouvel obus à forte charge, mais l'utilisation accidentelle de la munition initiale plus lourde pouvait endommager le canon. Afin d'éviter de telles erreurs, l'arme a été rebaptisée MG FF/M. Elle fut introduite avec les Bf 109 E-4 et Bf 110 C-4 à l'été 1940.

## Utilisation opérationnelle
Les MG FF et FF/M furent largement utilisés dans les avions de chasse tels que les Bf 109 (E-3 à F-1), Bf 110 (C à F), et Fw 190 (A-1 à A-5). Les premières variantes du Fw 190 (A-1 à A-5) étaient généralement équipées d'une paire de MG 151 interne et d'une paire externe de MG FF/M, parfois retirés sur le terrain afin de gagner de la masse. Les MG FF/M d'ailes étaient alimentés à partir d'un tambour de 60 coups qui nécessitait un renflement sous l'aile pour s'adapter à l'intérieur (90 coups dans le A-5). À partir du A-6, les MG FF/M ont été remplacés par une paire de MG 151/20 à 125 coups alimentés par bandes, ou parfois supprimés complètement. 
Le canon fut également installé sur des bombardiers tels que les Do 217, Ju 88, He 111 et  Do 17, ainsi que sur de nombreux autres avions, soit pour la défense, soit le plus souvent pour la lutte antinavires ou la neutralisation des tirs défensifs. Bien que le MG FF ait souvent été remplacé par le MG 151/20 de calibre 20 mm à partir de 1941, il a connu un retour ligne en 1943 en tant que canon principal de l'installation de tir vers le haut Schräge Musik dans les Bf 110 chasseurs de nuit (et autres), car il s'intégrait parfaitement dans le cockpit arrière et la vitesse initiale était moins importante dans cet emploi (il y avait également des stocks de canons et de munitions en surplus à épuiser).
Le MG FF tirait un projectile de 134 g avec une vitesse initiale de 600 m/s à une cadence de tir d'environ 520 coups par minute. 
Le MG FF/M tirait un projectile HE/M (obus à forte charge) de 90 g avec une vitesse initiale de 700 m/s à une cadence de tir d'environ 540 coups par minute. 
Des projectiles AP, HE et incendiaires étaient également disponibles (projectiles de 115 à 117 g, 585 m/s, env. 520 coups/min) car les obus à forte chage ne pouvaient être ni incendiaires ni traçants.

## Données techniques

### Caractéristiques dimensionnelles
Le poids du canon automatique MG FF est de 26,3 kg et sa longueur de 1,37 m.

### Vitesse initiale
La vitesse initiale est de 600 m/s (MG FF), 585 m/s (MG FF/M avec AP ou HE) ou 700 m/s (MG FF/M avec obus à forte charge).

### Cadence de tir
La cadence de tir est de 520 coups/min (MG FF, FF/M avec AP ou HE) ou 540 coups/min (MG FF/M avec obus à forte charge)

### Types de munitions
Différentes munitions étaient utilisées : pour le perçage de blindage AP, explosive HE et incendiaire (toutes avec ou sans traceur), ainsi que des obus à forte charge à haut pouvoir explosif HE(M) sur les MG FF/M exclusivement.